# Хргиан, Александр Христофорович
Александр Христофорович Хргиан (21 января 1910 — 3 января 1993) — советский метеоролог, специалист в области физики облаков и осадков и физики атмосферного озона, доктор географических наук, профессор Московского университета.

## Биография
Александр Христофорович родился в Москве в семье врача. В 1930 году окончил физико-математический факультет Московского университета по циклу «Геофизика». В 1931—1933 гг. учился в аспирантуре НИИ Пути и строительства Народного комиссариата путей сообщения СССР а затем с 1933 по 1938 год работал там же в качестве научного сотрудника по специальности «Снегоборьба на железных дорогах». Одновременно в этот период Александр Христофорович преподавал в Московском Гидрометеорологическом институте, где занимал должность доцента. Александр Христофорович читал лекции по климатологии и там же в 1936 году защитил диссертацию Климат Московской области, стал кандидатом наук. Затем в период с 1938 и по 1940 годы служил синоптиком в военно-воздушных силах РККА.
В 1941 году был демобилизован с военной службы и начал работать в Центральном институте погоды, но в связи с началом Великой Отечественной войны был вновь мобилизован. Находясь в рядах РККА, он преподавал синоптическую метеорологию в Высшем военном гидрометеорологическом институте. В этот же период в 1943 году им была подготовлена докторская диссертация Развитие идей и методов синоптической метеорологии, после защиты которой он стал доктором географических наук.
С 1945 и по 1951 работал в Центральной аэрологической обсерватории и (с 1947 года) одновременно в должности профессора МГУ. С 1951 года он полностью перешёл в МГУ и до конца своих дней являлся профессором МГУ, а в период с 1980 и по 1987 год заведовал кафедрой физики атмосферы на физическом факультете МГУ.

## Альпинист-любитель
Александр Христофорович был альпинистом-любителем, он не был «Мастером спорта СССР», но имел звание «старшего инструктора по альпинизму». Хргиан продолжал ездить в горы в возрасте около восьмидесяти лет.
Общаясь в горах Памира с альпинистами других стран Александр Христофорович пришёл к идее создания альпинистского разговорника на пяти языках, который и был им завершён в последние годы жизни.

## Основные труды
- Физические основания борьбы со снегом на железных дорогах, 1938
- Обледенение воздушных судов, 1938 (Коллектив авторов.)
- Физика облаков, 1961, выдержала 3 издания
- Справочник Облака и облачная атмосфера 1989 (соавторы И. П. Мазин и И. М. Имянитов)
- Атмосферный озон, изд. МГУ, 1961
- Физика атмосферного озона Ленинград, 1973. 292 с.
- Озоновый щит Земли и его изменения, 1992 (соавторы Э. Л. Александров, Ю. А. Израэль и И. Л. Кароль)

### Труды по истории науки
- Об истоках климатологии журнал «Климат и погода», 1935
- Очерки развития метеорологии (по материалам докторской диссертации) 1948, 2-е издание 1959, в 1970 издана в США на английском языке.
- Биобиблиографический указатель Метеорологи мира, 1992
- А. А. Россиус.  Небо, наука, поэзия: Античные авторы о небесных светилах, изд. МГУ, 1992 (А. Х. Хргиан написал метеорологические примечания.) ISBN 5-211-00473-6

## Память
- МАПАТЭ-2010 посвящается столетию со дня рождения видного учёного и педагога, профессора МГУ Александра Христофоровича Хргиана (21.01.1910 — 03.01.1993)